# Voetbal (voorwerp)

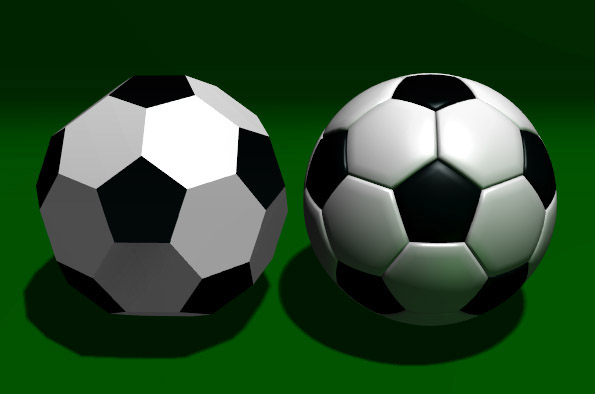
Een afgeknotte icosaëder naast een standaard voetbal.

Een voetbal is een hol bolvormig met lucht gevuld voorwerp, dat gebruikt wordt bij het voetbalspel. De voetbal heeft tegenwoordig vaak de vorm van een afgeknotte icosaëder, een wiskundig figuur. Voordat deze vorm gebruikt werd werden leren ballen gebruikt met dezelfde vorm als volleyballen. Tegenwoordig worden voetballen zowel van waterafstotend leer gemaakt als van kunststof. Naast de standaardbal in de vorm van een afgeknotte icosaëder worden er ook nieuwe patronen ontwikkeld zoals de Adidas Teamgeist die voor het WK voetbal in 2006 gebruikt is.
Ballen die gebruikt worden bij officiële wedstrijden dienen te voldoen aan door de FIFA gestelde eisen wat betreft zeven verschillende kenmerken.

## Geschiedenis van de voetbal

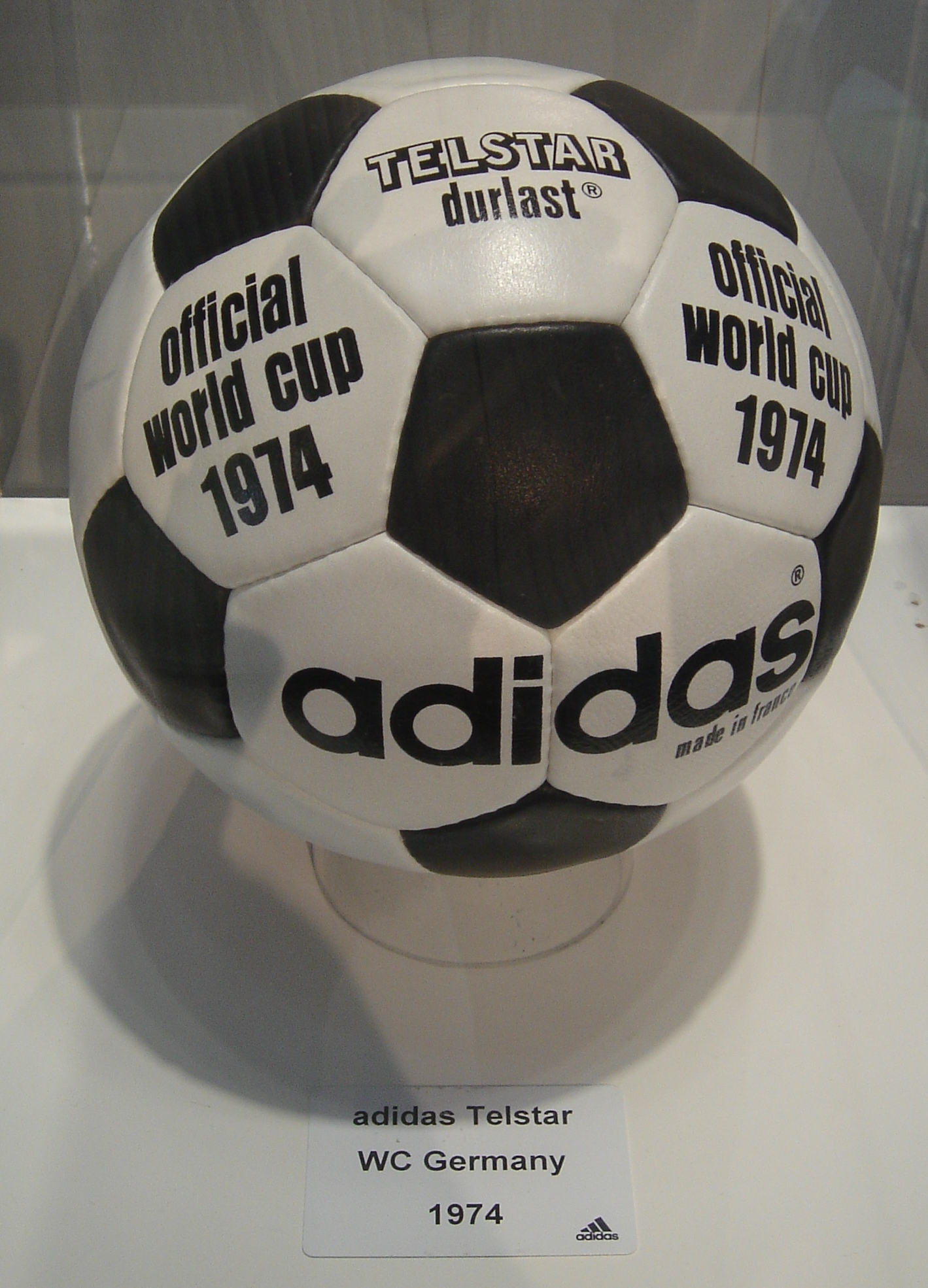
De Adidas Telstar Durlast uit 1974

De oudste nog bestaande voetbal is gemaakt van gevulkaniseerd rubber waarvan het ontwerp in 1855 werd gemaakt door Charles Goodyear. Daarvoor werden eerdere varianten van het voetbalspel gespeeld met een opgeblazen varkensblaas.
Rond 1900 bestond een voetbal uit zwaar bruin leer dat de vervelende eigenschap had nogal in gewicht toe te nemen in natte omstandigheden.
Rond 1930 werd het 18-paneels ontwerp populair. Dit is voor te stellen als een (afgeronde) kubus waarbij ieder van de zes zijden verdeeld is in drie evenwijdige stroken. Een van de middenstroken kon door middel van een zware veter worden geopend en gesloten om de binnenblaas te kunnen oppompen.
Rond 1950 waren ventielen ontwikkeld waardoor de veter kon komen te vervallen. Ook werd rond deze tijd het leer geverfd om waterabsorptie tegen te gaan. Al snel verschenen de eerste witte voetballen op de velden.
Rond 1970 verschenen voetballen met het Buckminster patroon, samengesteld uit kleine vijf- en zeshoeken.
Tijdens het WK van 1986 in Mexico werd voor het eerst een polyurethaan voetbal gebruikt. Door deze synthetische vervanger van leer werd de voetbal lichter, sneller en minder gevoelig voor vocht.
Bij elk nieuw wereldkampioenschap wordt er een nieuwe bal geïntroduceerd:
- Adidas Telstar: 1970 (Mexico)
- Adidas Telstar Durlast: 1974 (West-Duitsland)
- Adidas Tango: 1978 (Argentinië)
- Adidas Tango España: 1982 (Spanje)
- Adidas Azteca: 1986 (Mexico)
- Adidas Etrusco Unico: 1990 (Italië)
- Adidas Questra: 1994 (Verenigde Staten)
- Adidas Tricolore: 1998 (Frankrijk)
- Adidas Fevernova: 2002 (Zuid-Korea & Japan)
- Adidas Teamgeist: 2006 (Duitsland)
- Adidas Jabulani: 2010 (Zuid-Afrika)
- Adidas Brazuca: 2014 (Brazilië)
- Adidas Telstar 18: 2018 (Rusland)

Bij elk nieuw Europees kampioenschap wordt er een nieuwe bal geïntroduceerd:
- Adidas Questra Europa: 1996 (Engeland)
- Adidas Terrestra Silverstream: 2000 (Nederland & België)
- Adidas Roteiro: 2004 (Portugal)
- Adidas Europass: 2008 (Zwitserland & Oostenrijk)
- Adidas Tango 12: 2012 (Polen & Oekraïne)
- Adidas Beau Jeu: 2016 (Frankrijk)
- Adidas Uniforia: 2020 (Europa)